# Mezinárodní letiště Rádžíva Gándhího
Mezinárodní letiště Rádžíva Gándhího (IATA: HYD, ICAO: VOHS) je mezinárodní letiště u Hajdarábádu, hlavního města indického svazového státu Telangána. Leží přibližně dvacet kilometrů jihozápadně od centra Hajdarábádu a je pojmenované po Rádžívovi Gándhím, který byl v letech 1984–1989 indickým premiérem. V provozu je od března 2008.
Letiště je uzlovým pro Alliance Air, Blue Dart Aviation, Lufthansa Cargo, SpiceJet a TruJet.